# Fosse de l'Enclos
La fosse de l'Enclos ou Enclos de la Compagnie des mines d'Anzin est un ancien charbonnage du Bassin minier du Nord-Pas-de-Calais, situé à Denain. Les travaux commencent en 1853. La fosse, qui est la plus méridionale de la compagnie, présente l'avantage d'être située à côté de l'Escaut. Trois terrils, nos 163, 163A et 164, sont édifiés autour de la fosse. Un puits no 2 est construit en 1891. La fosse est détruite durant la Première Guerre mondiale. Le chevalement du puits no 2, peu abîmé, est réparé et réutilisé. La fosse cesse définitivement d'extraire en 1935. Elle est ensuite affectée au retour d'air et au service de la fosse Renard.
La Compagnie des mines d'Anzin est nationalisée en 1946, et intègre le Groupe de Valenciennes. De 1948 à 1953, la fosse de l'Enclos assure le retour d'air de la fosse Blignières. Le puits no 2 est comblé en 1953, le puits no 1 en 1955. Les installations sont ensuite détruites. Les terrils sont quasiment intégralement exploités.
Le site du carreau de fosse et des terrils est reconverti en parc urbain. Au début du XXIe siècle, Charbonnages de France matérialise les têtes des puits Enclos nos 1 et 2. Le seul vestige de la fosse est sa mine-image.

## La fosse

### Fonçage
La fosse de l'Enclos est commencée en 1853 par la Compagnie des mines d'Anzin à Denain, au nord de l'Escaut.

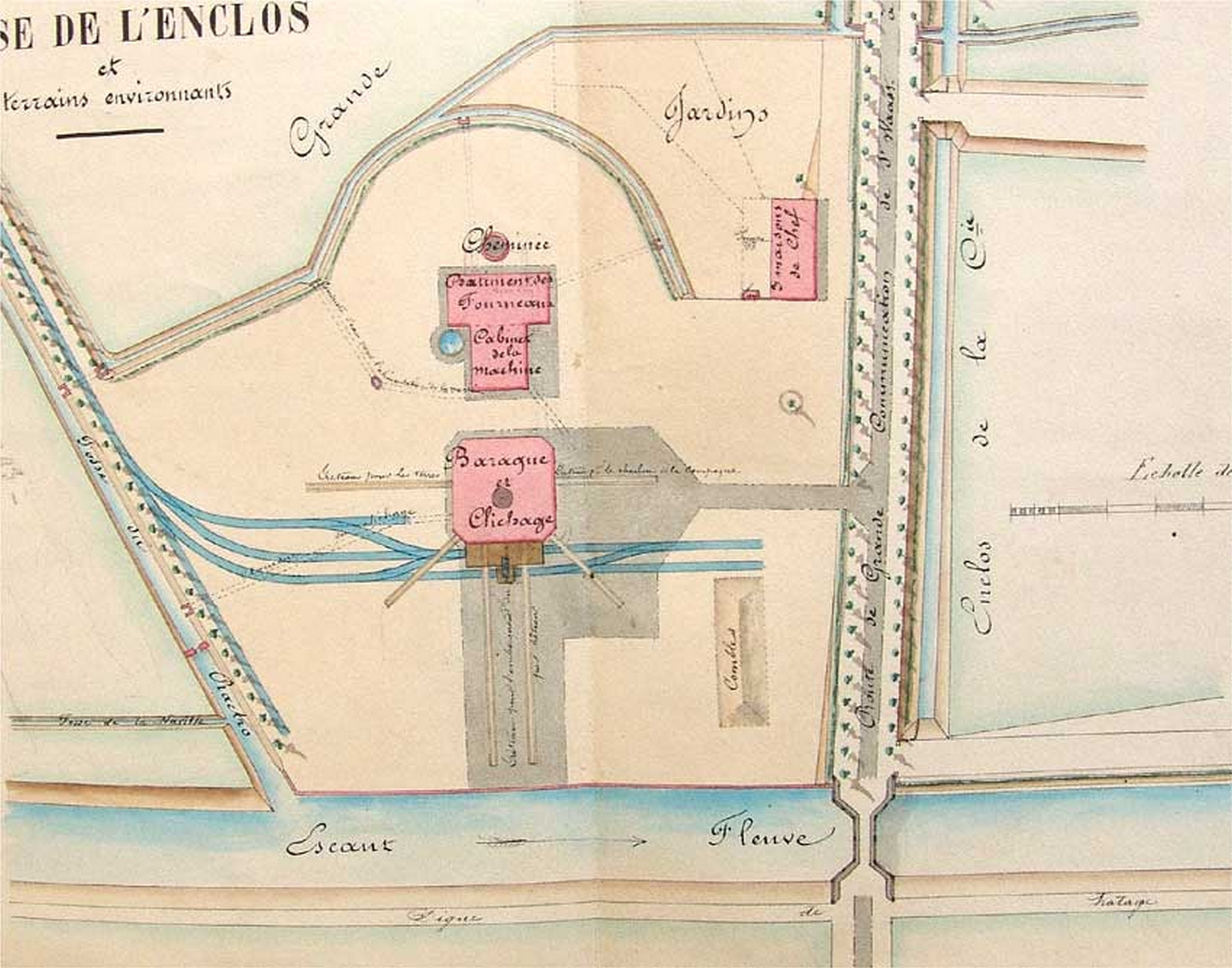
Plan de la fosse de l'Enclos avant le fonçage du second puits.

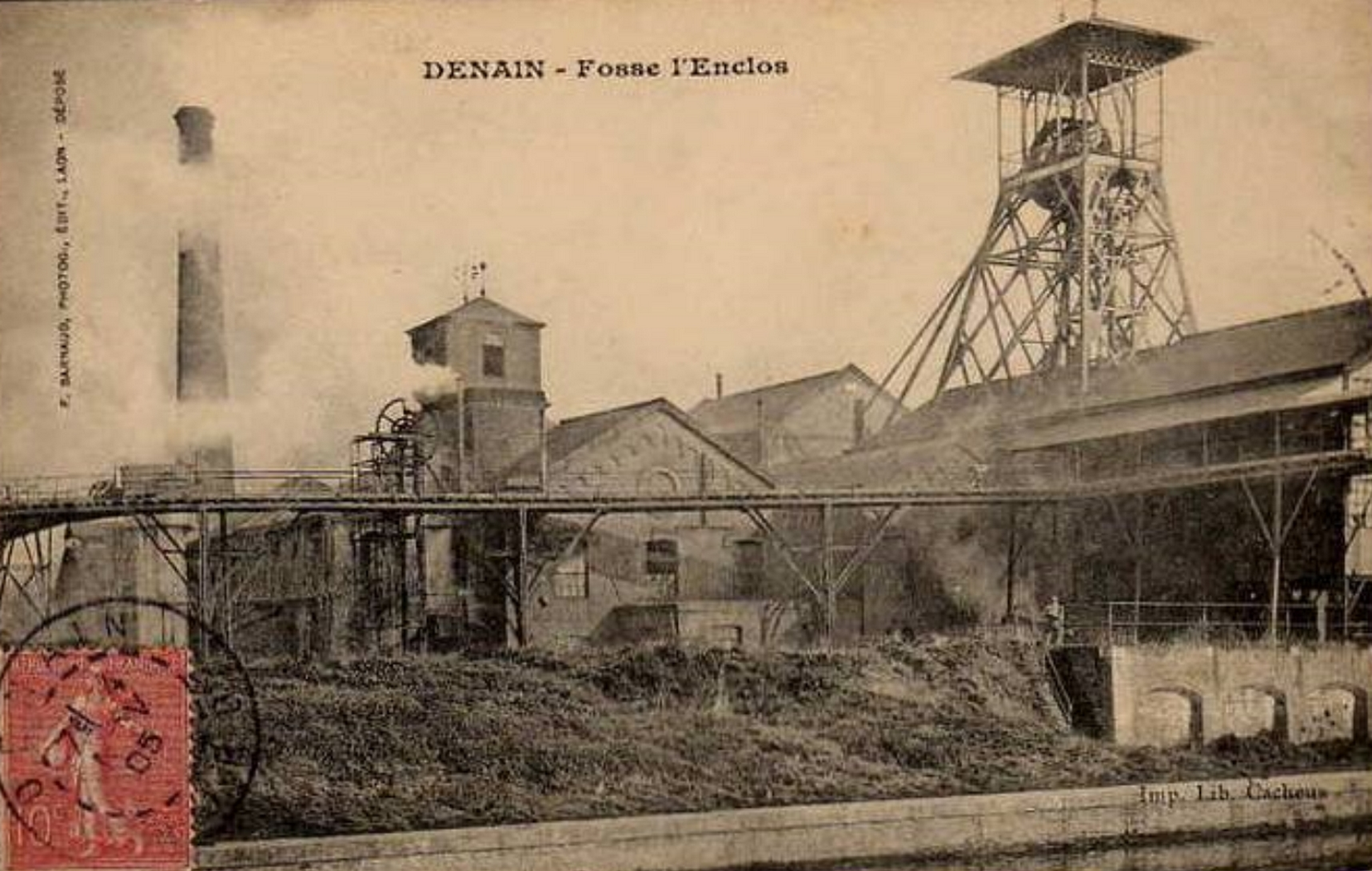
La fosse de l'Enclos vers 1905.

L'orifice du puits est situé à l'altitude de 32 mètres. Le terrain houiller est atteint à la profondeur de 64, ou 65 mètres.

### Exploitation
La fosse de l'Enclos est la plus méridionale des fosses de la Compagnie d'Anzin. Elle est située à 1 512 mètres au sud-est de la fosse Renard. Au sud du puits, on a exploité en grand le droit de l'Enclos dans la partie du faisceau comprises entre Grande Veine du midi et Voisine. C'est entre les étages de 251 et 314 mètres que l'on a trouvé ce droit, déchiré par l'accident appelé cran de l'Enclos. Il affecte toute la zone inférieure à Voisine, mais son action n'est plus sensible dans Édouard, qui est supérieure à cette dernière grande veine. Dans Voisine, on remarque deux droits locaux d'un développement d'environ 150 mètres. Il y en a également deux dans Édouars, mais l'un d'entre eux disparaît dans Lebret, Zoé, Petite-Zoé, et les veines supérieures. À l'étage de 170 mètres, la bowette sud a rencontré à 542 mètres du puits deux bancs calcaires ayant chacun 70 centimètres d'épaisseur.
Le puits de l'Enclos no 2 est ajouté en 1891, à 30 mètres à l'est-sud-est du puits no 1.
La fosse est détruite durant la Première Guerre mondiale. Lors de la construction, le chevalement du puits no 2 est réparé et réutilisé. La fosse de l'Enclos cesse d'extraire en 1935, après avoir produit 6 977 000 tonnes de houille grasse. Elle est ensuite affectée au service et à l'aérage de la fosse Renard.
La Compagnie des mines d'Anzin est nationalisée en 1946, et intègre le Groupe de Valenciennes. De 1948 à 1953, la fosse de l'Enclos sert de retour d'air pour la fosse Blignières, sise à Wavrechain-sous-Denain à 2 402 mètres à l'est-nord-est. Le puits no 2, profond de 630 mètres, est remblayé en 1953, le puits no 1, profond de 727 mètres, est comblé deux ans plus tard.

### Reconversion
Au début du XXIe siècle, Charbonnages de France matérialise les têtes des puits Enclos nos 1 et 2. Le BRGM y effectue des inspections chaque année. Le seul vestige de la fosse est sa mine-image,.

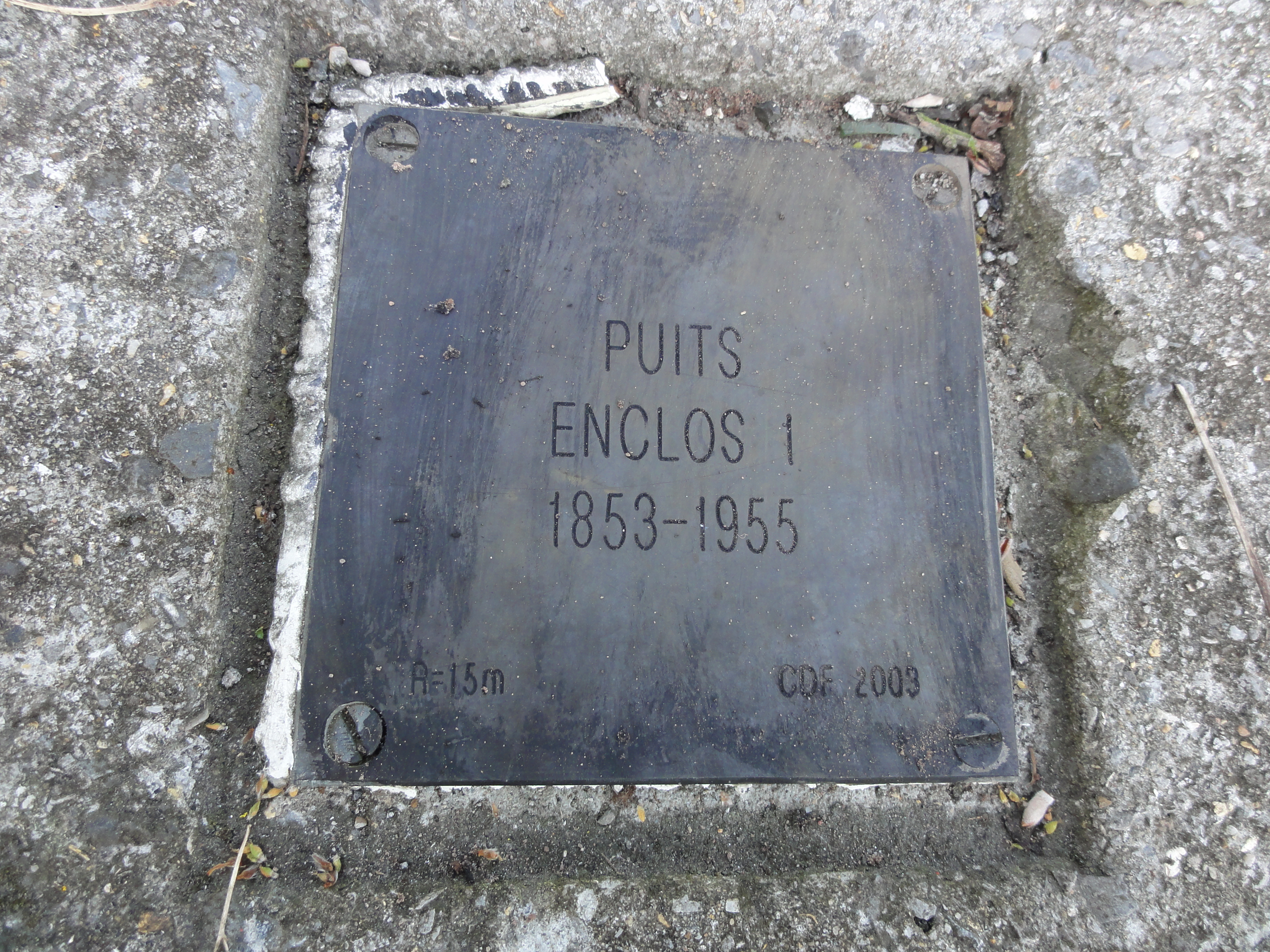
Puits Enclos no 1, 1853-1955.
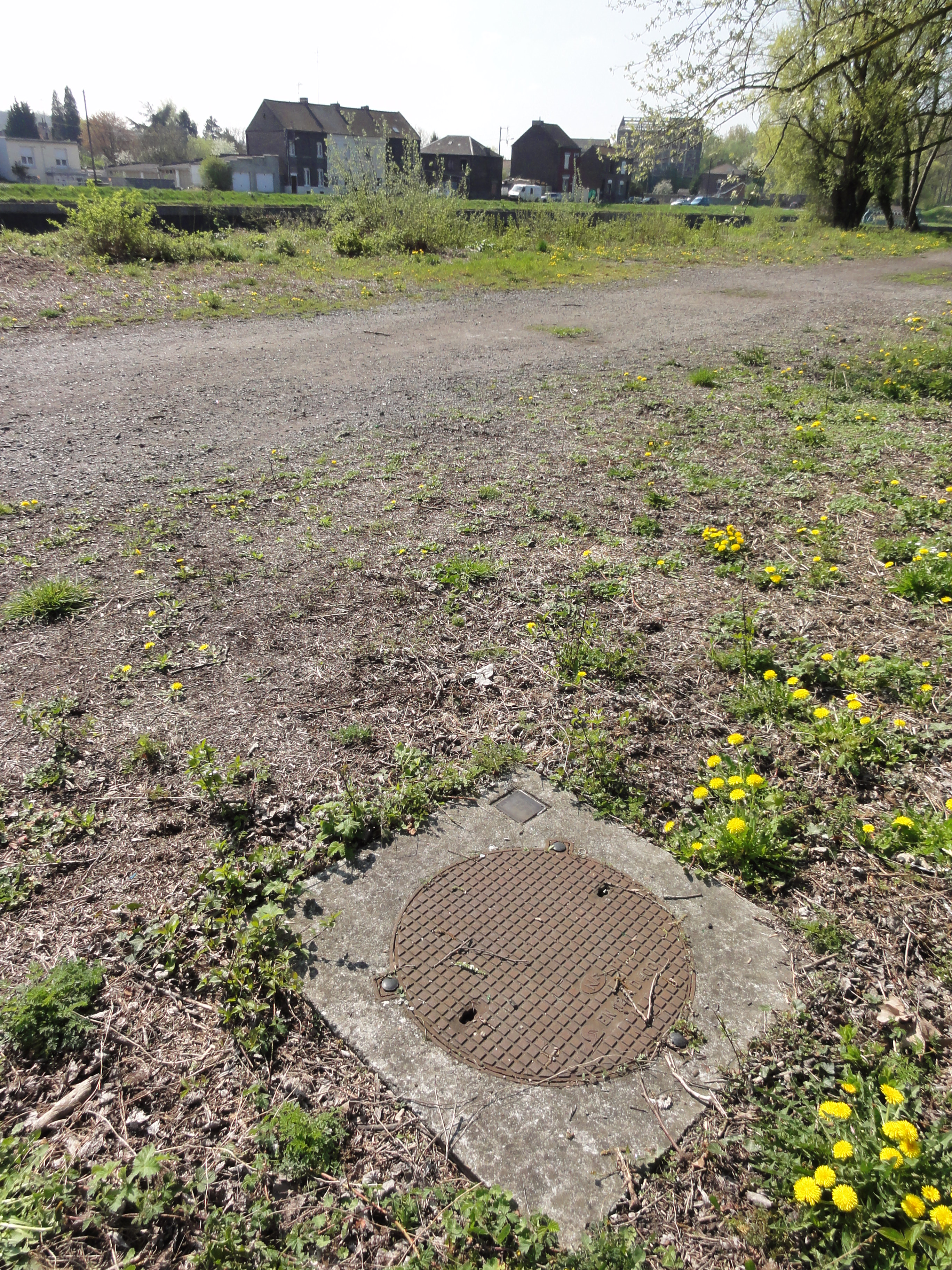
Le puits no 1 dans son environnement.
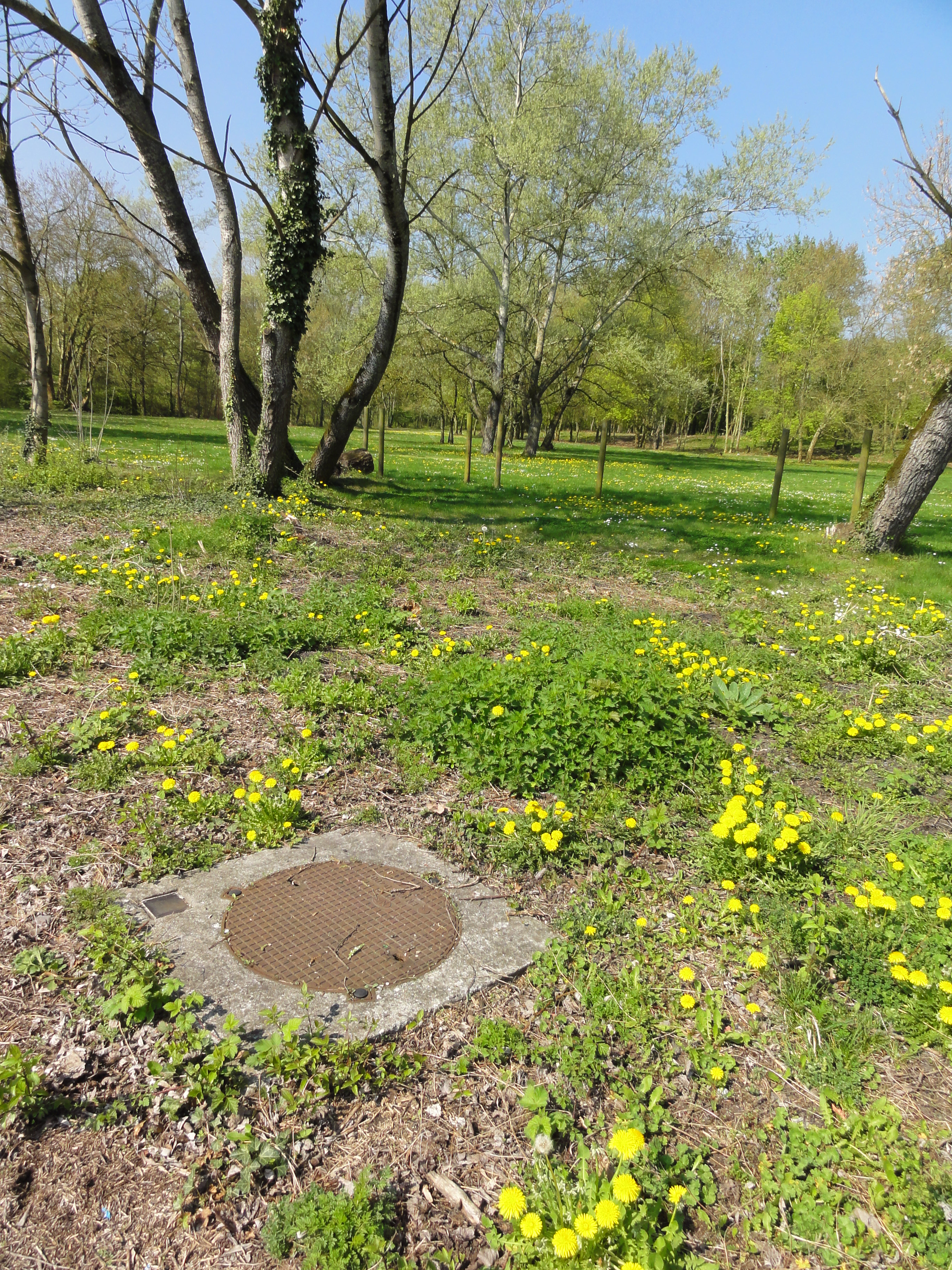
Le puits no 1 dans son environnement.
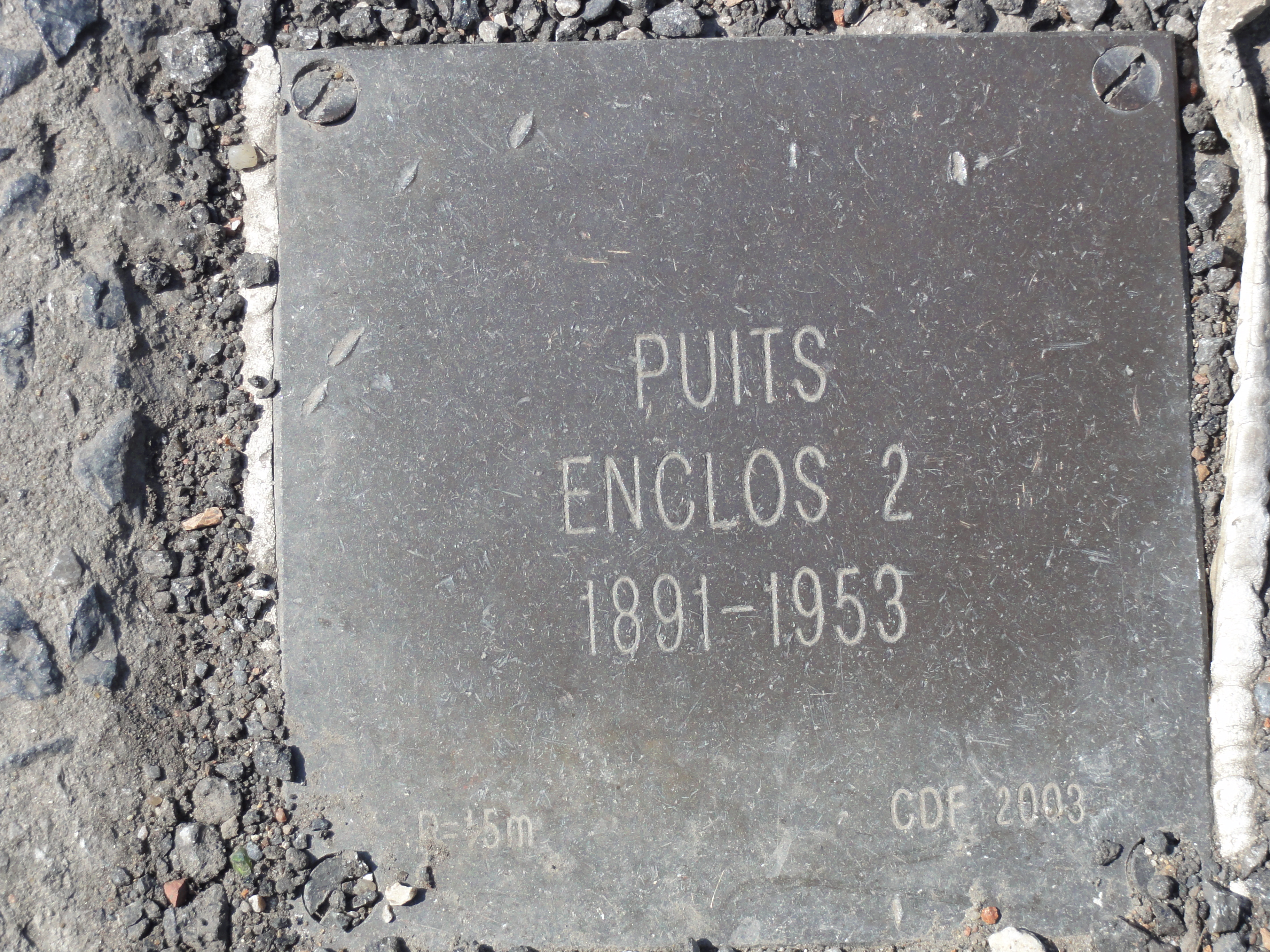
Puits Enclos no 2, 1891-1953.
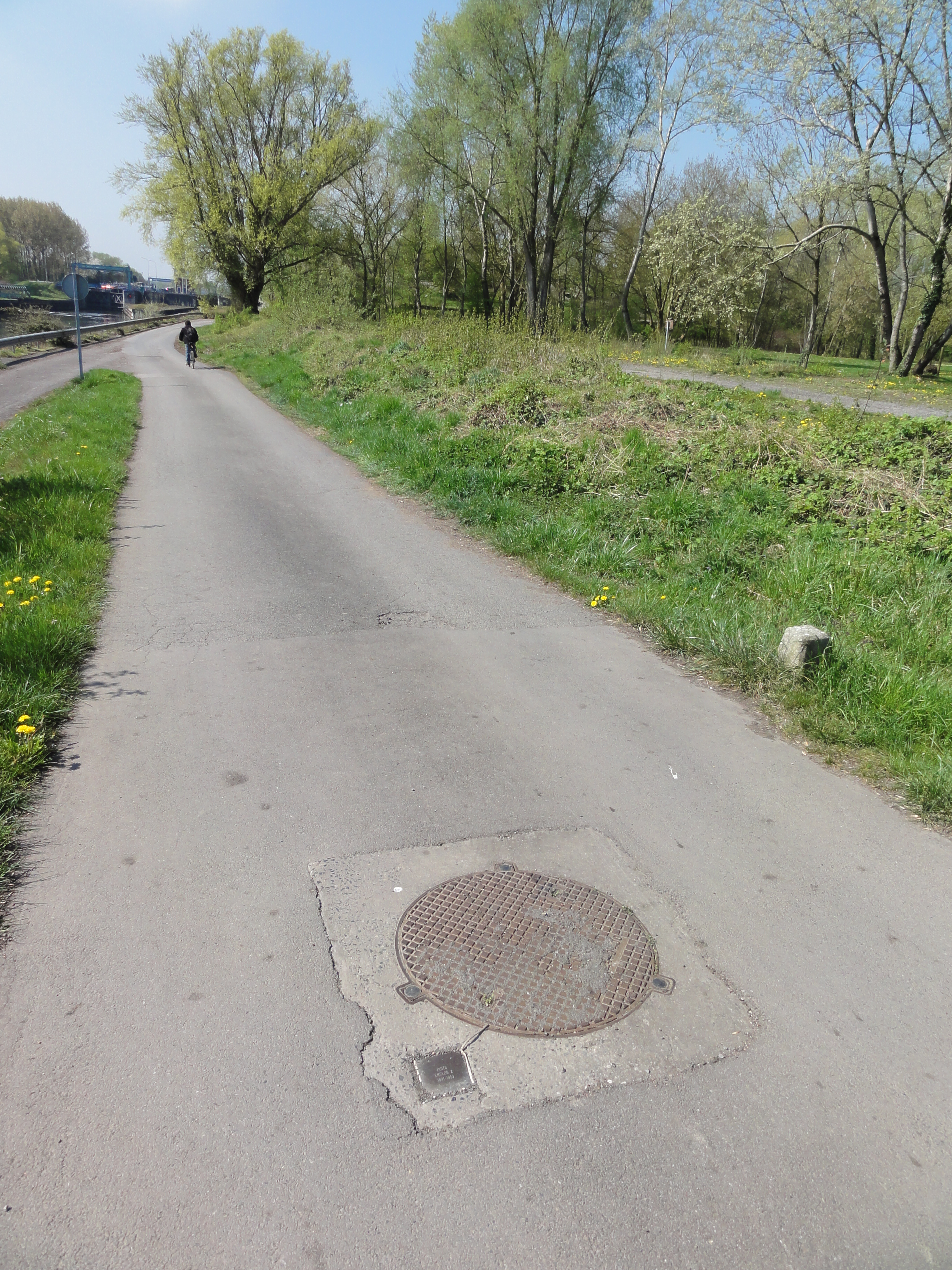
Le puits no 2 dans son environnement.
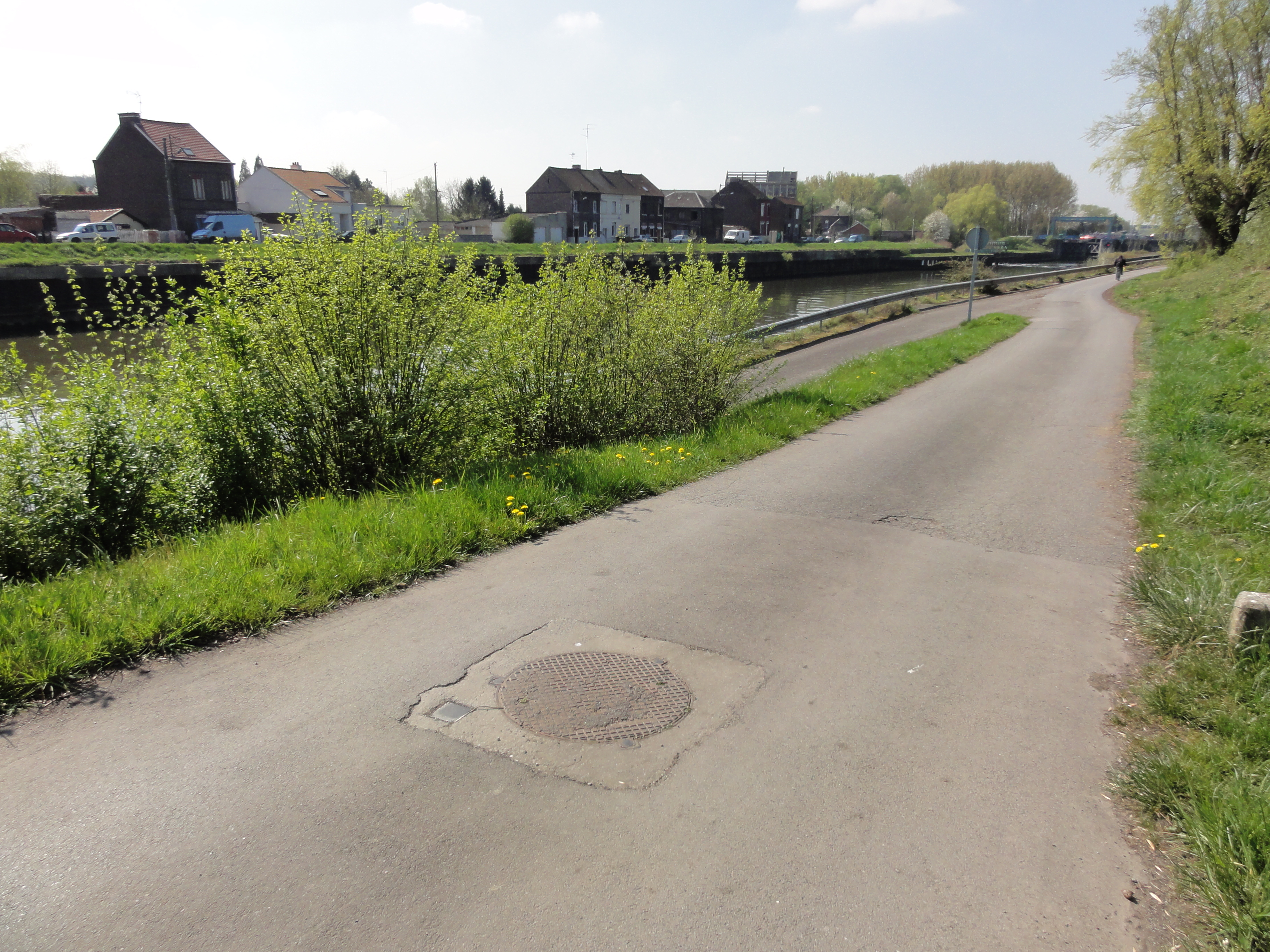
Le puits no 2 dans son environnement.

## Les terrils
Trois terrils résultent de l'exploitation de la fosse.

### Terrilno163, Enclos Est

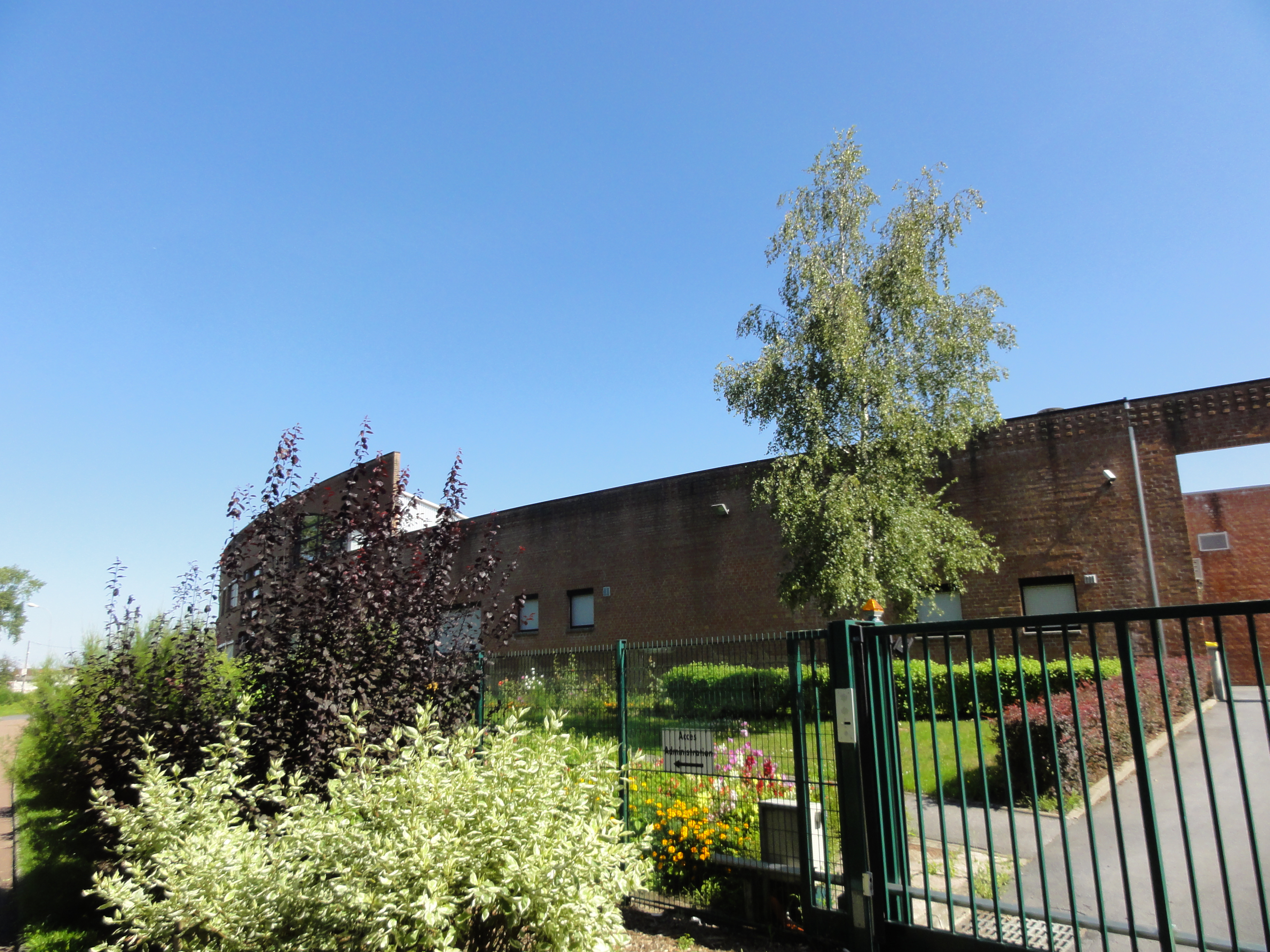
Le site du terril Enclos Est.

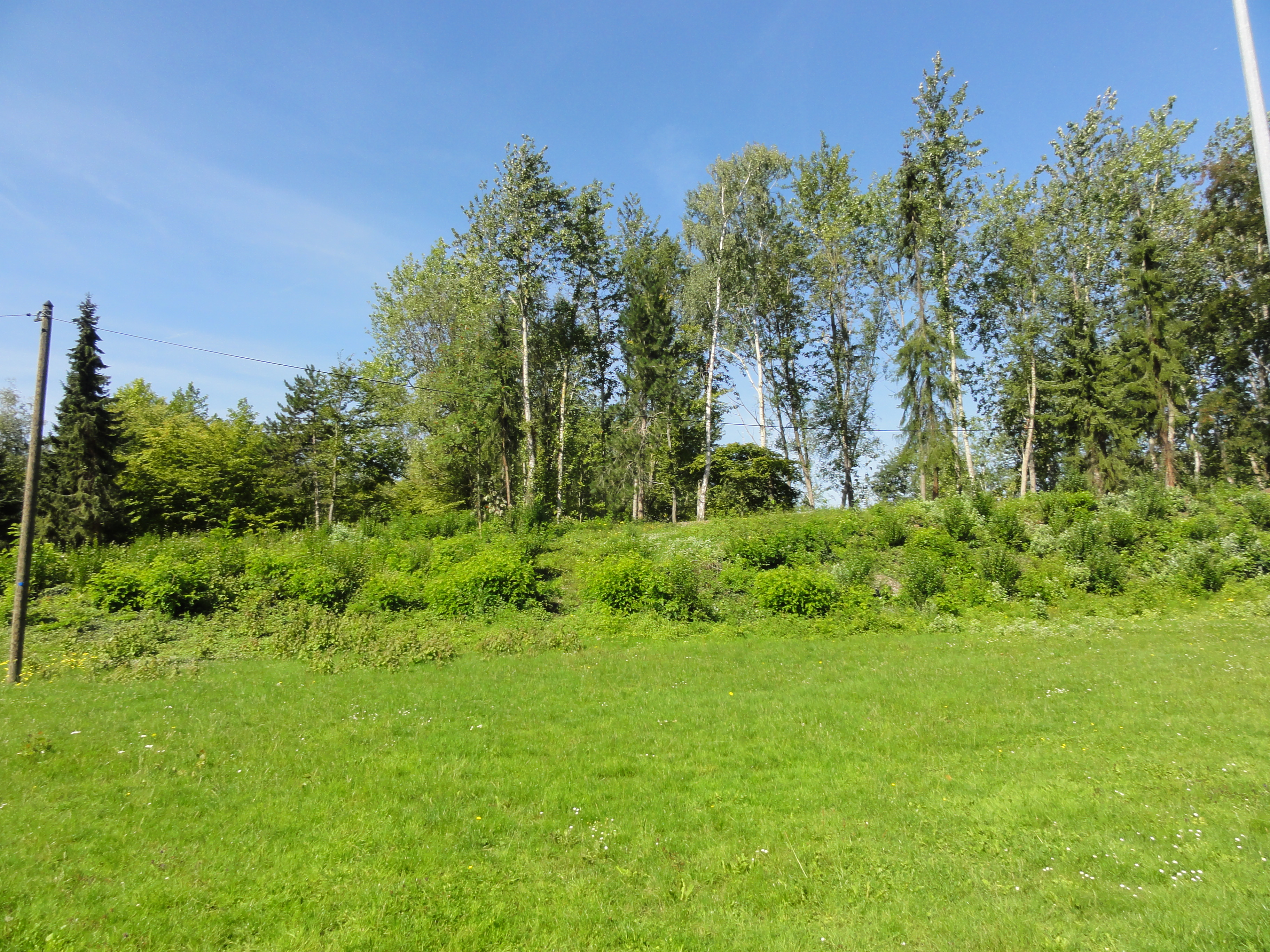
Le site du terril Enclos Nord.

50° 19′ 22″ N, 3° 23′ 42″ E
Le terril no 163, Enclos Est, disparu, était un des trois terrils plats de la fosse de l'Enclos des mines d'Anzin. Il a été intégralement exploité. Un collège a pris place sur le site.

### Terrilno163A, Enclos Nord
50° 19′ 23″ N, 3° 23′ 34″ E
Le terril no 163A, Enclos Nord, disparu, était un des trois terrils plats de la fosse de l'Enclos des mines d'Anzin. Il a été intégralement exploité. Le site fait partie du parc de Denain.

### Terrilno164, Enclos Sud

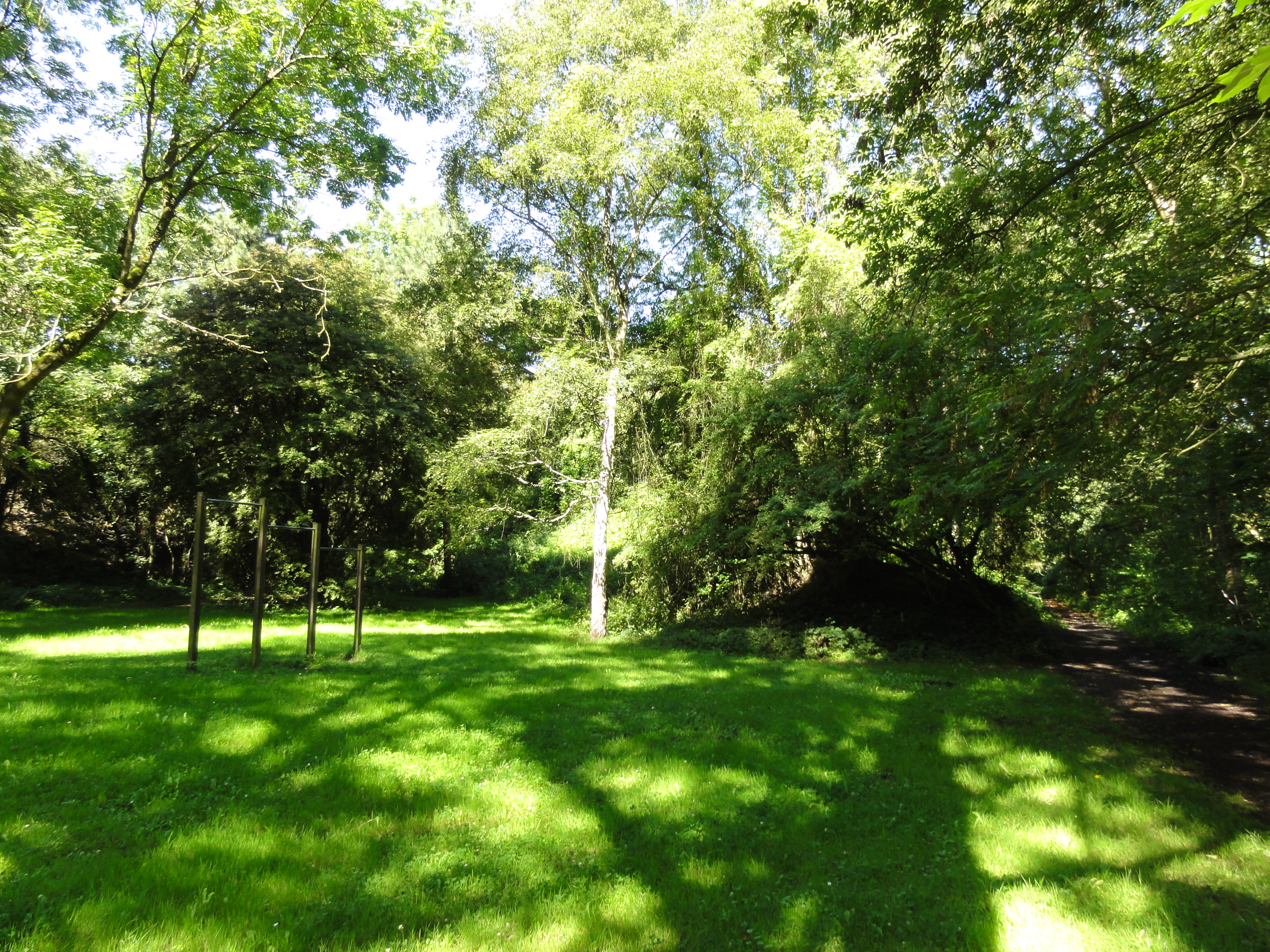
Le site du terril Enclos Sud.

50° 19′ 14″ N, 3° 23′ 30″ E
Le terril no 164, Enclos Sud, disparu, était un des trois terrils plats de la fosse de l'Enclos des mines d'Anzin. Il a été intégralement exploité. Le site fait partie du parc de Denain.